# Newell (Iowa)
Newell ist eine Kleinstadt (mit dem Status „City“) im Buena Vista County im US-amerikanischen Bundesstaat Iowa. Das U.S. Census Bureau hat bei der Volkszählung 2020 eine Einwohnerzahl von 906 ermittelt.

## Geografie
Newell liegt im Nordwesten Iowas auf 42°36′20″ nördlicher Breite und 95°00′10″ westlicher Länge. Das Stadtgebiet erstreckt sich über eine Fläche von 3,29 km² und liegt in der Newell Township.
Nachbarorte von Newell sind Albert City (23,4 km nordnordöstlich), Varina (15,3 km nordöstlich), Fonda (14,8 km ostsüdöstlich), Sac City (20,8 km südlich), Nemaha (17 km südwestlich), Lakeside (15,9 km westlich) und Storm Lake (20,2 km westnordwestlich).
Die nächstgelegenen größeren Städte sind die Twin Cities in Minnesota (Minneapolis und Saint Paul) (408 km nordöstlich), Cedar Rapids (323 km ostsüdöstlich), Iowas Hauptstadt Des Moines (233 km südöstlich), Kansas City in Missouri (440 km südlich), Nebraskas größte Stadt Omaha (211 km südsüdwestlich), Sioux City (132 km westsüdwestlich) und South Dakotas größte Stadt Sioux Falls (238 km nordwestlich).

## Verkehr
Der Iowa State Highway 7 verläuft in Nordwest-Südost-Richtung durch den Südwesten des Stadtgebiets von Newell. Alle weiteren Straßen sind untergeordnete Landstraßen, teils unbefestigte Fahrwege sowie innerörtliche Verbindungsstraßen.
Parallel zum IA 7 führt eine Eisenbahnlinie für den Frachtverkehr der Canadian National Railway (CN) durch das Stadtgebiet von Newell.
Mit dem Storm Lake Municipal Airport befindet sich 21 km westlich ein kleiner Flugplatz. Die nächsten Verkehrsflughäfen sind der Des Moines International Airport (243 km südöstlich), das Eppley Airfield in Omaha (203 km südsüdwestlich), der Sioux Gateway Airport in Sioux City (137 km westsüdwestlich) und der Sioux Falls Regional Airport (261 km nordwestlich).

## Bevölkerung
Nach der Volkszählung im Jahr 2010 lebten in Newell 876 Menschen in 356 Haushalten. Die Bevölkerungsdichte betrug 266,3 Einwohner pro Quadratkilometer. In den 356 Haushalten lebten statistisch je 2,34 Personen.
Ethnisch betrachtet setzte sich die Bevölkerung zusammen aus 95,5 Prozent Weißen, 0,3 Prozent Afroamerikanern, 0,1 Prozent (eine Person) amerikanischen Ureinwohnern, 0,3 Prozent Asiaten sowie 2,6 Prozent aus anderen ethnischen Gruppen; 1,0 Prozent stammten von zwei oder mehr Ethnien ab. Unabhängig von der ethnischen Zugehörigkeit waren 4,2 Prozent der Bevölkerung spanischer oder lateinamerikanischer Abstammung.
25,8 Prozent der Bevölkerung waren unter 18 Jahre alt, 53,7 Prozent waren zwischen 18 und 64 und 20,5 Prozent waren 65 Jahre oder älter. 51,8 Prozent der Bevölkerung waren weiblich.
Das mittlere jährliche Einkommen eines Haushalts lag bei 43.542 USD. Das Pro-Kopf-Einkommen betrug 19.445 USD. 11,8 Prozent der Einwohner lebten unterhalb der Armutsgrenze.